# Microbathyphantes
Microbathyphantes es un género de arañas araneomorfas de la familia Linyphiidae. Se encuentra en África subsahariana y Asia. 

## Lista de especies
Según The World Spider Catalog 12.0:
- Microbathyphantes aokii (Saito, 1982)
- Microbathyphantes palmarius (Marples, 1955)
- Microbathyphantes spedani (Locket, 1968)
- Microbathyphantes tateyamaensis (Oi, 1960)